# Auferstehungskirche Arheilgen

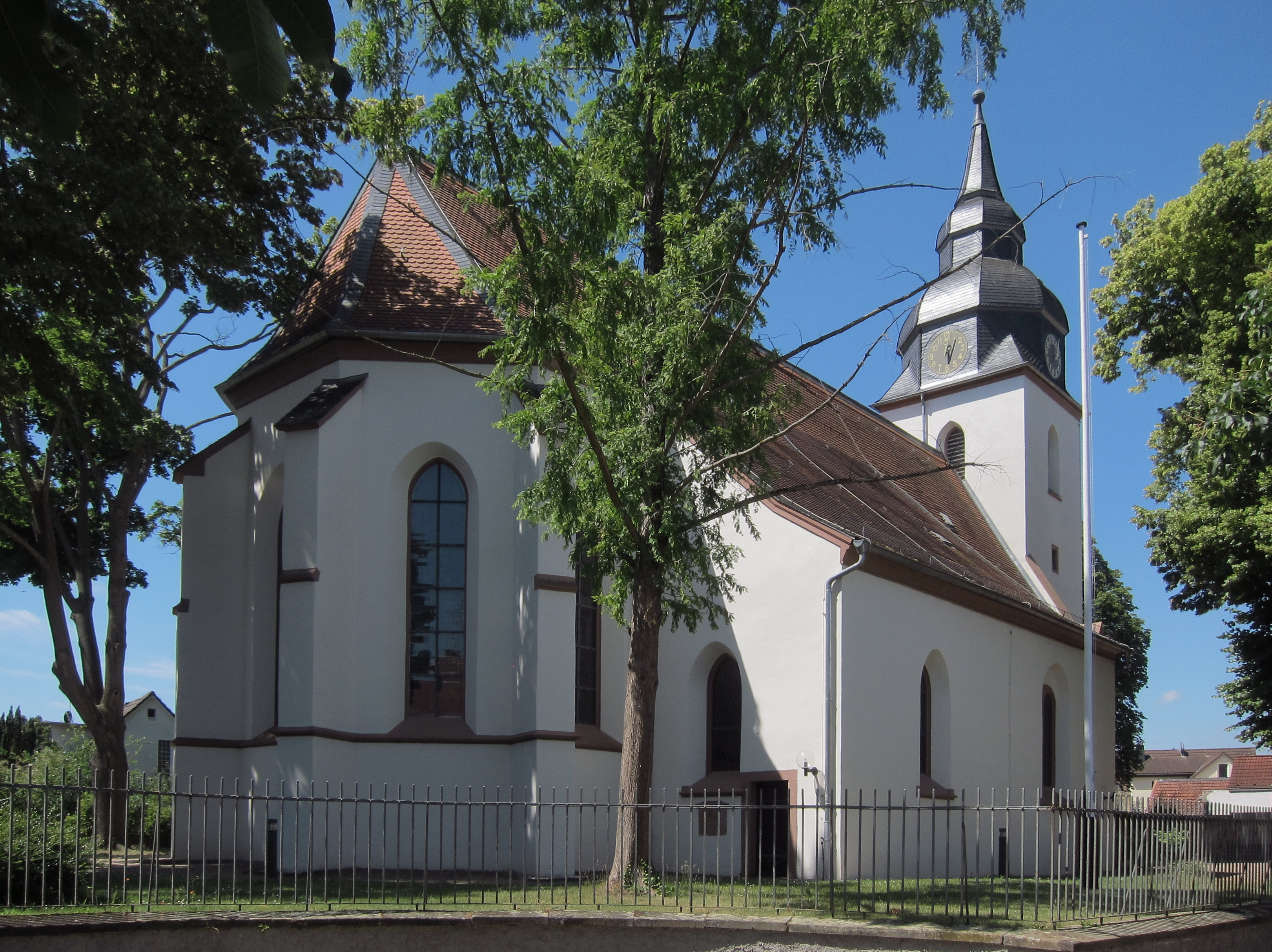
Evangelisch-lutherische Auferstehungskirche in Darmstadt-Arheilgen

Die Auferstehungskirche Arheilgen ist eine evangelische Kirche in Darmstadt-Arheilgen in Hessen.

## Geschichte
Die Existenz einer karolingischen Vorgängerkapelle ist durch Ausgrabungen belegt.
Im Jahr 1225 wurde erstmals, unter dem Namen Kilianskirche, ein romanischer Kirchenbau erwähnt. Das Patrozinium Kilians als Gründer des Bistums Würzburg deutet auf die Zugehörigkeit Arheilgens zum Königshof Groß-Gerau hin, der im Jahr 1013 dem Bistum Würzburg übereignet wurde.
Im Jahre 1482 wurde die Kirche zu dem noch heute in seinen Grundzügen bestehenden spätgotischen Gotteshaus umgebaut. Ab dem Jahr 1482 hieß die Kirche Marienkirche. Auffällig am spätgotischen Erscheinungsbild war der überhöhte Chor als priesterlicher Weiheraum gegenüber dem Schiff als Aufenthaltsraum der Laien. 1569 wurde die Kirche durch einen Brand stark beschädigt.
Im Jahr 1635 (Dreißigjähriger Krieg) wurde die Kirche bis auf die Mauern und das Chorgewölbe zerstört. Der Wiederaufbau war 1683 abgeschlossen.
Aus diesem Jahr stammt auch die Emporenmalerei: zwölf Bilder zeigen Szenen aus dem Alten Testament und neun Bilder Szenen aus dem Neuen Testament.
Nach zwischenzeitlicher Nutzung als Mehllager erfolgte 1779 durch Johann Martin Schuhknecht eine grundlegende Instandsetzung der Kirche. Von Johann Martin Schuhknecht stammt auch der barocke Turm aus dem Jahr 1783.
Der Niveauunterschied zwischen dem überhöhten Chor und dem Kirchenschiff wurde im Jahr 1900 beseitigt und gleichzeitig das Dach des Kirchenschiffs erhöht.

## Orgeln

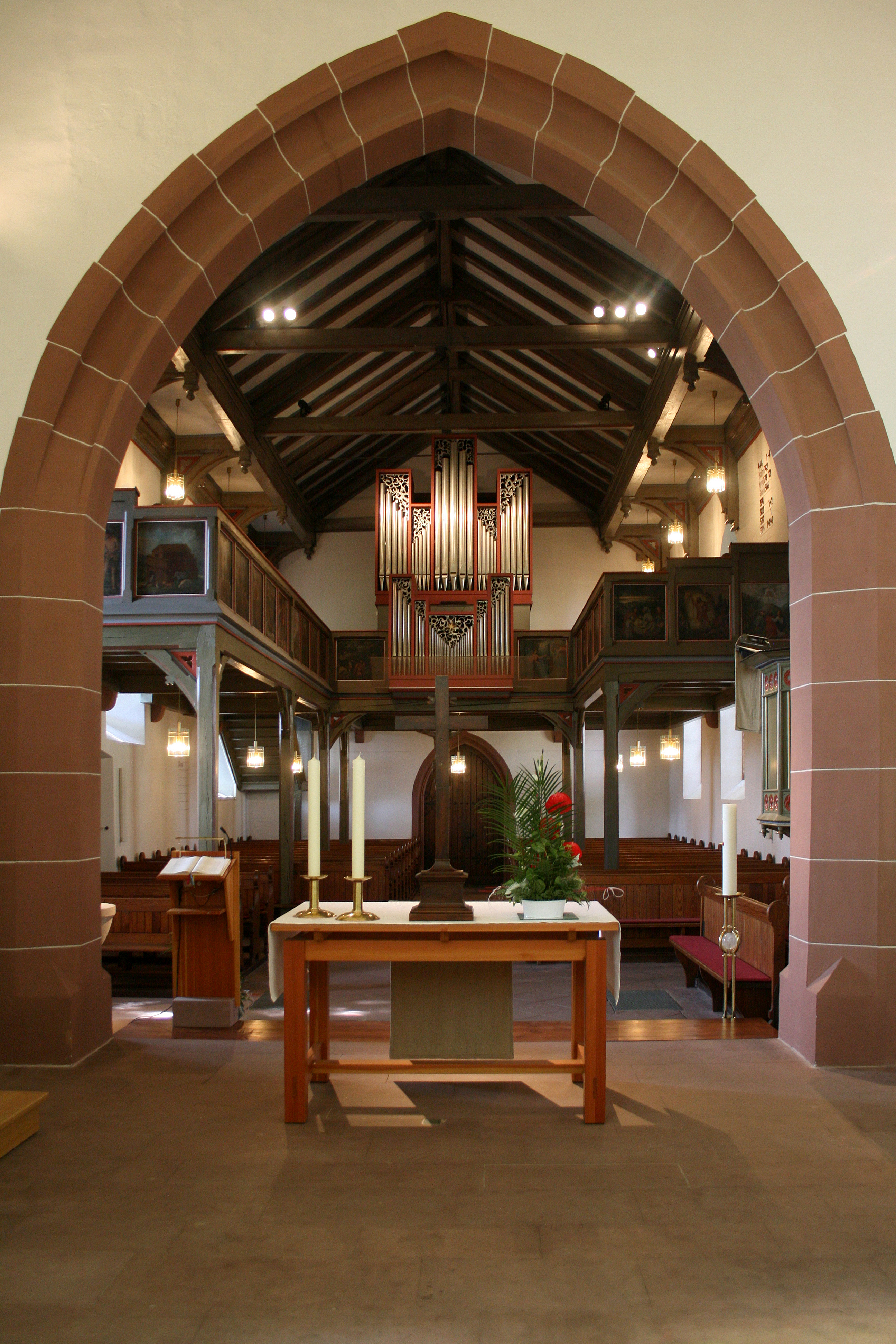
Blick vom Chor zur Hauptorgel

Die Hauptorgel der Auferstehungskirche auf der rückwärtigen Empore wurde 1970 durch die Karl Schuke Berliner Orgelbauwerkstatt errichtet. Das Werk mit 26 Registern auf zwei Manualen (Oberwerk 6 Rückpositiv) und Pedal orientiert sich in Disposition und Klangbild an Orgeln des norddeutschen Barock. Im Jahr 1999 wurde das Instrument im Zuge einer Reinigung neu intoniert.
Eine weitere kleine Orgel, die Chororgel, befindet sich im Chor, in der Nähe des Altars. Sie wurde 1965 ebenfalls von der Berliner Orgelwerkstatt Schuke gebaut. Ihre sechs Register auf einem Manual und Pedal lauten: Gedackt 8′, Flöte 4′, Prinzipal 2′, Flöte 1′, Cymbel 2-3fach, Subbass 16′.

## Glocken
Im Kirchturm hängt ein vierstimmiges Glockengeläut aus Bronze mit zwei historischen Glocken von 1712 und zwei Glocken aus dem 20. Jahrhundert. Die größere der historischen Glocken musste wie eine weitere nicht mehr vorhandene während des Zweiten Weltkriegs zu Rüstungszwecken abgeliefert werden, konnte jedoch nach dem Krieg auf dem Hamburger Glockenfriedhof gefunden und wieder zurückgeholt werden. 
| Glocke | Gießer                             | Gussjahr | Durchmesser | Gewicht | Schlagton |
| ------ | ---------------------------------- | -------- | ----------- | ------- | --------- |
| 1      | Glocken- und Kunstgießerei Rincker | 1952     | 950 mm      | 496 kg  | gis′      |
| 2      | Johann und Andreas Schneidewind    | 1712     | 810 mm      | 310 kg  | h′        |
| 3      | Glocken- und Kunstgießerei Rincker | 1952     | 710 mm      | 198 kg  | cis″      |
| 4      | Johann und Andreas Schneidewind    | 1712     | 680 mm      | 175 kg  | dis″      |